# Gamasiphoides lootsi
Gamasiphoides lootsi är en spindeldjursart som beskrevs av Bruce Halliday 2005. Gamasiphoides lootsi ingår i släktet Gamasiphoides och familjen Ologamasidae. Inga underarter finns listade i Catalogue of Life.